# Tamila Taševová
Tamila Ravilivna Taševová (ukrajinsky Таміла Равілівна Ташева; * 1. srpna 1985, Samarkand) je ukrajinská aktivistka a politička, která od 25. dubna 2022 zastává funkci stálé zástupkyně prezidenta Ukrajiny v Autonomní republice Krym.

## Život
Narodila se 1. srpna 1985 v Samarkandu v deportované krymskotatarské rodině. V roce 1991 se s rodinou vrátila na Krym, stejně jako většina ostatních krymských Tatarů, a usadila se v Simferopolu. Vystudovala Fakultu orientálních jazyků na Tavridské národní univerzitě V. I. Vernadského.

## Kariéra
Účastnila se oranžové revoluce a organizovala shromáždění na Krymu. Později vedla pobočku nevládní organizace Nadace pro regionální iniciativy na Krymu.
V roce 2006 se stala asistentkou lidovecké poslankyně Lesji Orobecové. Pracovala také jako analytička strany Naše Ukrajina. V roce 2010 získala manažerskou pozici ve vydavatelství Nash Format. Později se stala PR manažerkou skupiny TIK.
V parlamentních volbách v roce 2019 kandidovala za stranu Hlas na post lidové poslankyně Ukrajiny.
Dne 25. dubna 2022 prezident Volodymyr Zelenskyj jmenoval Taševovou novou stálou zástupkyní prezidenta Ukrajiny v Autonomní republice Krym, kde nahradila Antona Koryněviče.

## Aktivismus
V prosinci 2013 se zúčastnila Revoluce důstojnosti a demonstrací proti režimu Viktora Janukovyče. V zimě 2014 vytvořila spolu s několika dalšími aktvisty facebookovou stránku CrimeaSOS, která se zabývala událostmi vedoucími k ruské anexi Krymu. Brzy se CrimeaSOS rozrostla v širokou síť dobrovolníků, která začala poskytovat pomoc obyvatelům zóny ATO. Nakonec se KrymSOS stala plnohodnotnou veřejnou organizací.
Po ruské anexi Krymu shromáždila Taševová fakta o zmizení, zneužívání a násilí na krymských Tatarech.

## Ocenění
Dne 20. února 2019 jí byl udělen Řád kněžny Olgy.
Dne 25. října 2019 se stala vítězkou polské ceny Sergia Vieiry di Mello v kategorii „Osobnost“. Cena je každoročně určována ve dvou rovnocenných kategoriích – jednotlivec a nevládní organizace, jejichž činnost je zaměřena na mírové soužití a spolupráci mezi společnostmi, náboženstvími a kulturami.